# AGRP
AGRP (англ. Agouti related neuropeptide) – білок, який кодується однойменним геном, розташованим у людей на короткому плечі 16-ї хромосоми. Довжина поліпептидного ланцюга білка становить 132 амінокислот, а молекулярна маса — 14 440.
| 10         |  | 20         |  | 30         |  | 40         |  | 50         |
| ---------- |  | ---------- |  | ---------- |  | ---------- |  | ---------- |
| MLTAAVLSCA |  | LLLALPATRG |  | AQMGLAPMEG |  | IRRPDQALLP |  | ELPGLGLRAP |
| LKKTTAEQAE |  | EDLLQEAQAL |  | AEVLDLQDRE |  | PRSSRRCVRL |  | HESCLGQQVP |
| CCDPCATCYC |  | RFFNAFCYCR |  | KLGTAMNPCS |  | RT         |  |            |

A: Аланін

C: Цистеїн

D: Аспарагінова кислота

E: Глутамінова кислота

F: Фенілаланін

G: Гліцин

H: Гістидин

I: Ізолейцин

K: Лізин

L: Лейцин

M: Метіонін

N: Аспарагін

P: Пролін

Q: Глутамін

R: Аргінін

S: Серин

T: Треонін

V: Валін

Локалізований у апараті гольджі.
Також секретований назовні.